# San Pablo Huixtepec (kommun)
San Pablo Huixtepec är en kommun i Mexiko.   Den ligger i delstaten Oaxaca, i den sydöstra delen av landet, 400 km sydost om huvudstaden Mexico City.
Följande samhällen finns i San Pablo Huixtepec:
- San Pablo Huixtepec